# 藏芥
藏芥（学名：Phaeonychium parryoides）为十字花科藏芥属下的一个种。